# Ensio Seppänen
Kauko Ensio Seppänen, född 7 september 1924 i Kemi i Finland, död 28 juni 2008 i Kemi, var en finländsk skulptör.
Ensio Seppänen var son till snickaren Kaarlo Seppänen och Martta Seppänen. Han utbildade sig på Finlands konstakademi på Ateneum i Helsingfors 1946–1949 och på Accademia di Belle Arti di Firenze i Italien 1956–1957. Hans första utställning hölls i Rovaniemi 1950.
Han har skapat 127 offentliga skulpturer. 
Han fick livslångt statligt stipendium 1985.  
Han gifte sig med Tyyne Korhonen 1958. Paret fick de två barnen Timo and Keijo.

## Offentliga verk i urval
- Minnesmärket för Olympiska elden, 1954, Pohja stadion, Torneå
- Flottarskulpturen, 1961, Kukkolaforsen, ungefär 15 kilometer norr om Torneå
- Minnesmärke över evakueringen till Sverige i Rovaniemi 1944, uppfört 1965, kyrkogården i Rovaniemi
- Gränsskulpturen, 1971, Victoriatorget i Torneå
- Minnesmärket för landstigningen i Röyttä, 1973, Kromivägen i Torneå
- Innvandrermonumentet/Kvenmonumenteti Vadsø i Norge, 1977[2][3]
- Mjölk, livets början, 1984, östra sidan av Kemi älv, Jääkäripuisto, Rovaniemi
- Staty över Annikki Kariniemi, 1990, på toppen av Aavasaksa, nära Övertorneå